# Clase Yu1001

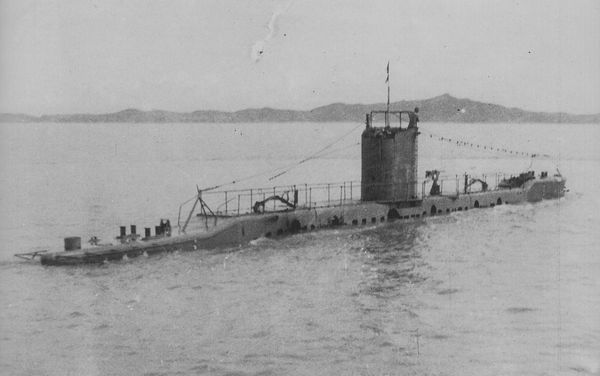
Submarino de la Clase Yu1001

La Clase Yu1001 fue un tipo de submarino de transporte operativo en el Ejército Imperial Japonés durante la Segunda Guerra Mundial. Su cometido era reabastecer a las guarniciones japonesas destacadas en las islas del Pacífico.
Se trataba de una mejora de la Clase Yu1, con una eslora incrementada y la planta motriz original sustituida por dos motores diésel de mayor potencia. Pese al mayor tamaño, la capacidad de carga se mantuvo en 40 toneladas. Entre 1944 y 1945 se construyeron 14 unidades, identificadas como Yu1001 hasta Yu1014. Los Yu1007, Yu1011, Yu1013 y Yu1014 sobrevivieron a la guerra y fueron posteriormente desguazados.

## Características
- Desplazamiento: 392 toneladas en superficie
- Eslora: 49 m
- Manga: 5 m
- Calado: 2,6 m
- Propulsión: 2 hélices, dos motores diésel de 700 CV en superficie
- Velocidad: 12 nudos en superficie, 5 nudos en inmersión
- Armamento: 1 cañón de 37 mm
- Autonomía: 1.500 millas náuticas a 8 nudos, en superficie